# Arona (Illes Canàries)
Arona és un municipi de l'illa de Tenerife, a les illes Canàries, dins la província de Santa Cruz de Tenerife, Espanya.
La capital administrativa es troba al nucli d'Arona, situat a 630 msnm. La principal activitat econòmica és el turisme. Les poblacions turístiques que es troben dins el municipi: Playa de Las Américas, Los Cristianos, Costa del Silencio, Palm-Mar i d'altres han transformat radicalment l'àrea litoral.
És el tercer municipi més poblat de l'illa de Tenerife, després de Santa Cruz de Tenerife i San Cristóbal de La Laguna, amb una població de 93.496 habitants a maig de 2017.

## Història
Hi ha poques dades sobre l'origen del municipi d'Arona. Es refereixen gairebé exclusivament a la tradicional existència d'alguns assentaments després de la conquesta. Viera y Clavijo, ens parla d'aquest nucli d'Arona, juntament amb els de la Vall i Cap Blanc, al referir-se a Chasna per un altre nom Vilaflor. L'ermita de San Antonio Abad va ser construïda pel que sembla pel fill d'Antón Domínguez el Vell, en el segle xvii, per trobar-se el seu habitatge lluny de Vilaflor. L'ermita va ser erigida en parròquia per acte de separació de 30 de març de 1796, separant-se de l'església matriu de Vilaflor. No obstant això, malgrat aquests modests principis, el municipi ha conegut en els últims anys un espectacular creixement. Los Cristianos, a mitjan segle passat, no era més que un petit port pesquer i una pedrera; avui és punt important en la recepció del turisme.
La seva població, sensible als problemes sorgits amb la caiguda dels preus de la cochinilla, l'enfonsament de l'agricultura, els efectes de la Primera Guerra Mundial i de la guerra civil, que van provocar l'emigració, s'ha vist, no obstant això multiplicada per nou en un segle, donant idea de la importància del desenvolupament arribat per aquest municipi meridional.

## Economia
El sector terciari constituïx la base de la riquesa d'aquest municipi sureño, que ha sabut explotar les característiques del seu clima (càlid, sec i amb un sol permanent) per a crear un important enclavament turístic. Más del 60% de la seva població treballa en aquest sector. L'activitat agrícola, intensa, es concentra en l'anomenada Vall de San Lorenzo. Allí es conrea el plàtan, en creixents superfícies, destinat als mercats peninsulars. Al costat de la platanera, però sense arribar a arribar a la seva importància, es dediquen terrens a la producció de tomàquets, papes, pebrots i flors (en hivernacle) destinades a l'exportació a països d'Europa. Les finques no solen ser excessivament grans, sent les majors les situades cap a la costa, les de mitjana extensió se situen en el centre del municipi, mentre que les petites ocupen les zones més altes. La ramaderia està en franc declivi, perquè a les dificultats derivades de l'escassesa d'aigües, s'uneix l'atractiu de més còmodes guanys en el sector serveis.

## Clima
| Dades climàtiques a Arona (1982-2012) | Dades climàtiques a Arona (1982-2012) | Dades climàtiques a Arona (1982-2012) | Dades climàtiques a Arona (1982-2012) | Dades climàtiques a Arona (1982-2012) | Dades climàtiques a Arona (1982-2012) | Dades climàtiques a Arona (1982-2012) | Dades climàtiques a Arona (1982-2012) | Dades climàtiques a Arona (1982-2012) | Dades climàtiques a Arona (1982-2012) | Dades climàtiques a Arona (1982-2012) | Dades climàtiques a Arona (1982-2012) | Dades climàtiques a Arona (1982-2012) | Dades climàtiques a Arona (1982-2012) |
| Mes                                   | gen                                   | febr                                  | març                                  | abr                                   | maig                                  | juny                                  | jul                                   | ag                                    | set                                   | oct                                   | nov                                   | des                                   | anual                                 |
| ------------------------------------- | ------------------------------------- | ------------------------------------- | ------------------------------------- | ------------------------------------- | ------------------------------------- | ------------------------------------- | ------------------------------------- | ------------------------------------- | ------------------------------------- | ------------------------------------- | ------------------------------------- | ------------------------------------- | ------------------------------------- |
| Màxima mitjana °C (°F)                | 16.7 (62.1)                           | 17.0 (62.6)                           | 18.2 (64.8)                           | 18.9 (66)                             | 20.1 (68.2)                           | 22.2 (72)                             | 24.8 (76.6)                           | 26.0 (78.8)                           | 24.6 (76.3)                           | 22.7 (72.9)                           | 19.6 (67.3)                           | 17.5 (63.5)                           | 20.69 (69.26)                         |
| Mitjana diària °C (°F)                | 13.5 (56.3)                           | 13.8 (56.8)                           | 14.7 (58.5)                           | 15.3 (59.5)                           | 16.4 (61.5)                           | 18.5 (65.3)                           | 20.8 (69.4)                           | 21.6 (70.9)                           | 20.9 (69.6)                           | 19.1 (66.4)                           | 16.5 (61.7)                           | 14.4 (57.9)                           | 17.13 (62.82)                         |
| Mínima mitjana °C (°F)                | 10.4 (50.7)                           | 10.6 (51.1)                           | 11.2 (52.2)                           | 11.7 (53.1)                           | 12.8 (55)                             | 14.8 (58.6)                           | 16.9 (62.4)                           | 17.3 (63.1)                           | 17.2 (63)                             | 15.5 (59.9)                           | 13.5 (56.3)                           | 11.4 (52.5)                           | 13.61 (56.49)                         |
| Precipitació mitjana mm (polzades)    | 64 (2.52)                             | 49 (1.93)                             | 45 (1.77)                             | 23 (0.91)                             | 12 (0.47)                             | 4 (0.16)                              | 1 (0.04)                              | 2 (0.08)                              | 10 (0.39)                             | 41 (1.61)                             | 79 (3.11)                             | 83 (3.27)                             | 413 (16.26)                           |
| Font: Climate-data.org                |                                       |                                       |                                       |                                       |                                       |                                       |                                       |                                       |                                       |                                       |                                       |                                       |                                       |